# AAI RQ-7 Shadow

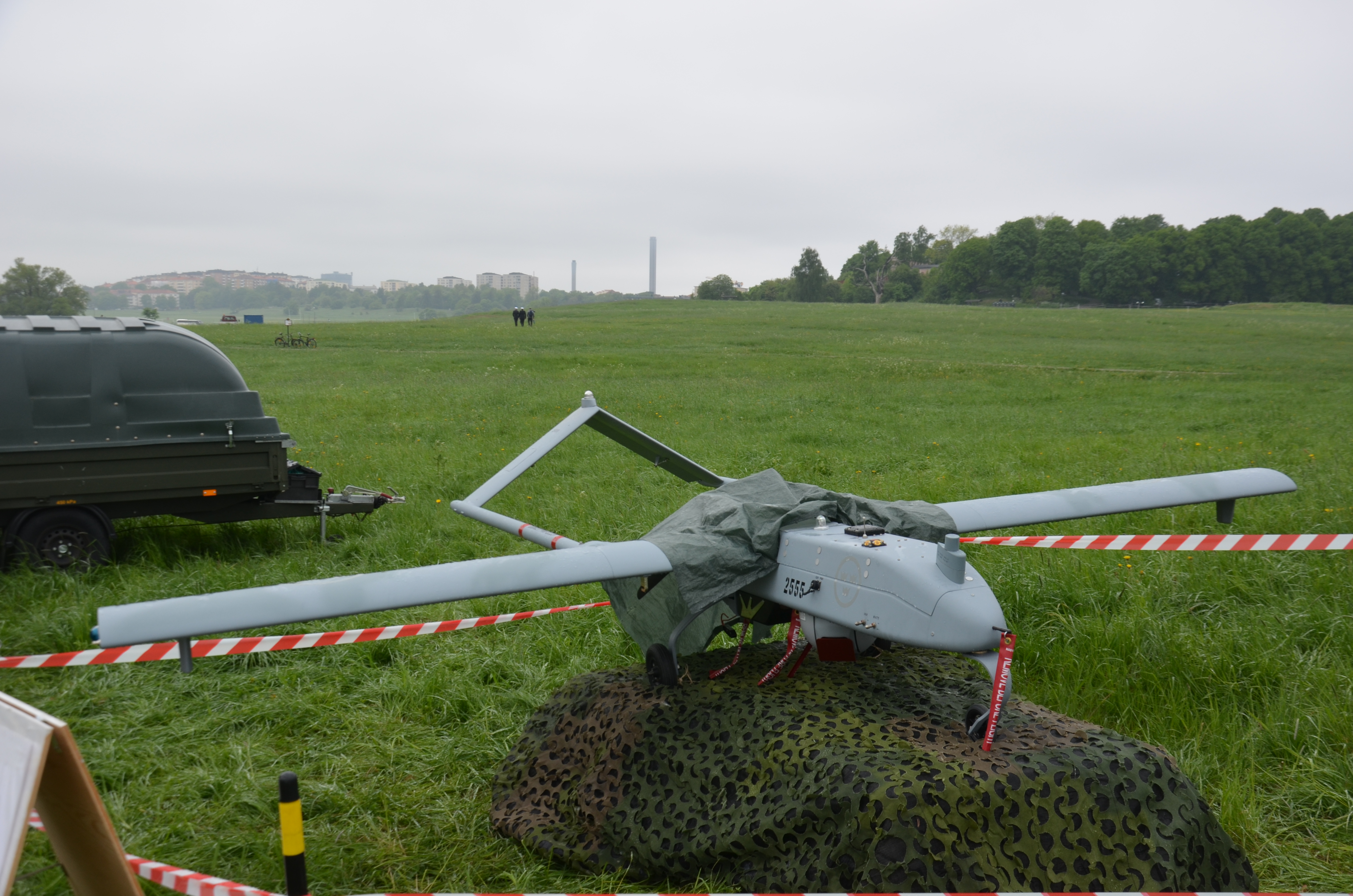
Svenska arméns UAV 03 Örnen.

AAI RQ-7 Shadow är en spaningsrobot tillverkad av AAI Corporation och används för spaning, övervakning, underrättelseinhämtning samt målutpekning. Den startas från en fordonsmonterad ramp och är utrustad med kameror som sänder i realtid till markkontrollstation upp till 125 km bort.

## Användare
- Australien
- Italien
- Pakistan
- Polen
- Rumänien
- Sverige
- Turkiet
- USA

### Användning i svenska Försvarsmakten
Den svenska militära beteckningen på AAI RQ-7 Shadow är UAV 03 Örnen. Den anskaffades för att ersätta UAV 01 Ugglan och blev operativ 2011. Försvarsmakten har två system, varje system består av:
- fyra luftfarkoster
- en markkontrollstation
- en underrättelse/bearbetningsenhet
- datalänkutrustning
- start- och landningsutrustning

Örnen användes under den svenska insatsen i Afghanistan, där systemet haft vissa tekniska problem.